# Assikoi
Assikoi  è una città e sottoprefettura della Costa d'Avorio appartenente al dipartimento di Adzopé. Conta una popolazione di 10 735 abitanti (censimento 2014).